# Allerheiligenkerk (Warschau)
De Allerheiligenkerk (Pools: Kościół Wszystkich Świętych) is een rooms-katholieke kerk in de Poolse hoofdstad Warschau.

## Bouw

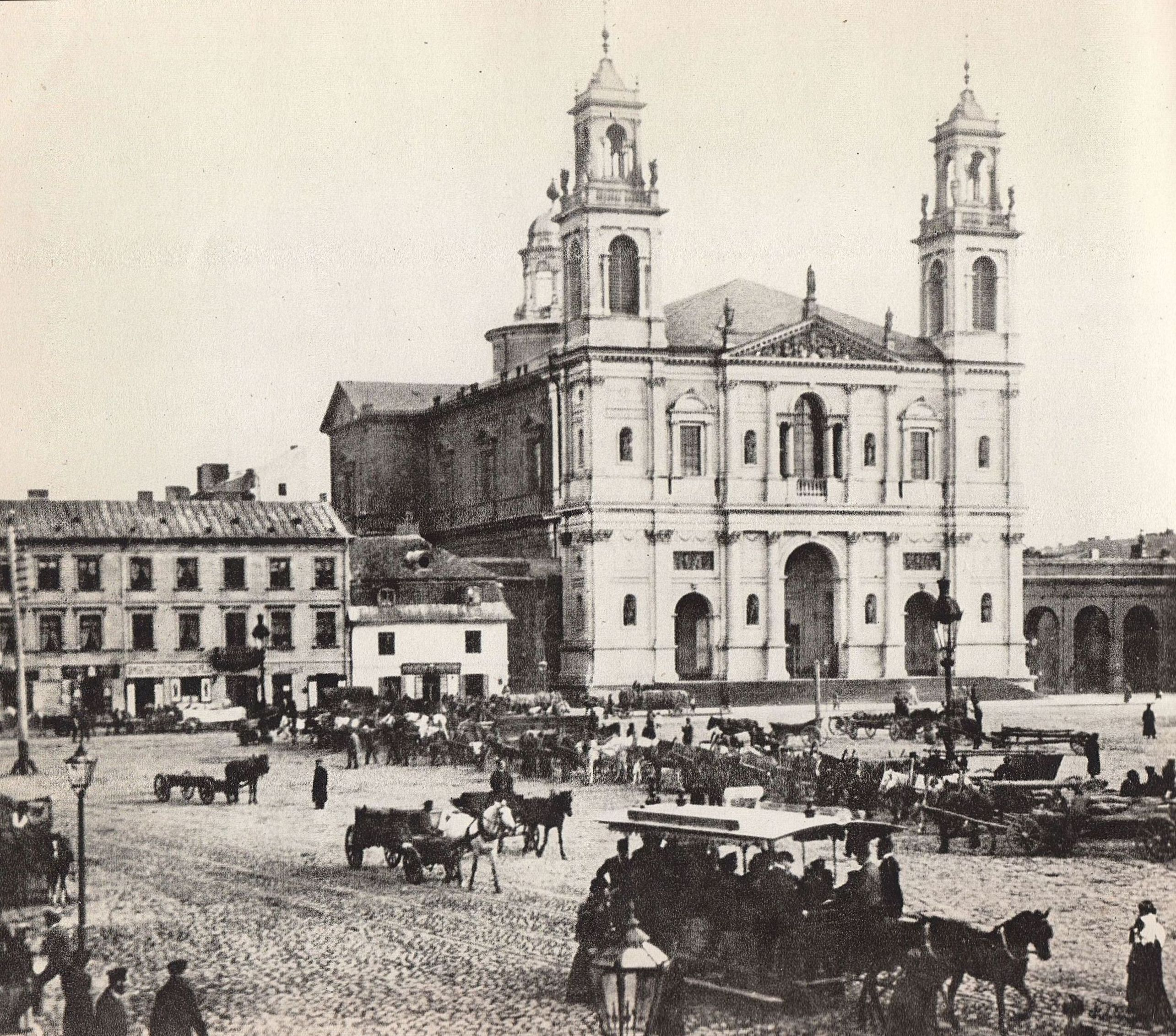
De Allerheiligenkerk in de tweede helft van de 19e eeuw

De bouw van de kerk ging in 1861 van start. Het ontwerp was afkomstig van de in Polen werkzame Italiaanse architect Enrico Marconi. Het kerkgebouw werd op 31 oktober 1883 gewijd door aartsbisschop Wincenty Popiel. Met de voltooiing van de torens (die pas in 1892 werden gebouwd) kwam het kerkgebouw gereed.

## Tweede Wereldoorlog
Het kerkgebouw raakte tijdens het uitbreken van de Tweede Wereldoorlog bij de verdediging van de stad in 1939 licht beschadigd. Gedurende de bezetting van was de Allerheiligenkerk een van de drie christelijke godshuizen in het joodse getto (de andere twee waren de Augustinuskerk en de Maria Geboortekerk). Samen met de Maria-Geboortekerk bleef de Allerheiligenkerk operationeel voor de christelijke joden die in het getto zaten opgesloten.
In die tijd was priester Marceli Godlewski, die voor de oorlog juist bekendstond om zijn antipathie voor joden, betrokken bij het helpen van joden. Velen hielp hij met het aanbieden van een schuilplaats in de pastorie van de parochie en het ontsnappen uit het getto. Hieronder bevond zich de bekende medicus en immunoloog Ludwik Hirszfeld. In juli 2009 werd de priester postuum onderscheiden met de eretitel Rechtvaardige onder de Volkeren van het instituut Yad Vashem.
Na de grote deportaties van de inwoners van het getto in de zomer van 1942 kwam de kerk buiten de gettomuren te liggen. Tijdens de opstand van Warschau werd de kerk zwaar beschadigd. Luchtaanvallen en Duits artilleriegeschut veroorzaakten het instorten van delen van het dak. De oostelijke toren werd eveneens verwoest. Vele waardevolle epitafen en schilderijen werd vernietigd.

## Na de oorlog
De kerk werd na de oorlog gereconstrueerd, echter om ideologische redenen omringd door hogere gebouwen zodat de kerk minder domineerde in de omgeving. Op 8 juni 1987, tijdens het derde apostolische bezoek aan Polen, vierde paus Johannes Paulus II de mis in de Allerheiligenkerk, die het Tweede Nationaal Eucharistische Congres inluidde. Onder de tienduizenden gelovigen bevond zich eveneens Moeder Teresa van Calcutta. In 1993 werd ter gelegenheid van het 15-jarig jubileum van de pontificaat van Johannes Paulus II een beeld van de paus onthuld.